# Juan Carlos Arteche
Juan Carlos Arteche Gómez (Maliaño, 11 de abril de 1957 - Madrid, 13 de outubro de 2010) foi um futebolista espanhol.